# San Ġwann FC
El San Gwann FC es un equipo de fútbol de Malta que milita en la Liga Nacional Aficionada Maltesa, la tercera liga de fútbol en importancia en el país.

## Historia
Fue fundado en la ciudad de San Ġwann y son conocidos como Los Santos. El club ha sido de categoría amateur prácticamente toda su historia y su principal logro ha sido ganar el título de campeón de la Segunda División de Malta en la temporada 2014/15.

## Palmarés
- Segunda División de Malta: 1

2014/15
- Tercera División de Malta: 1

2001/02

## Entrenadores
- Danilo Dončić (2006-2007)
- Joe Brincat (2009-2011)
- Michael Molzahn (2011-2013)
- Edmond Lufi (2013-201?)